# Trigonometrische Funktion
Mit trigonometrischen Funktionen auch Winkelfunktionen (seltener: Kreisfunktionen oder goniometrische Funktionen) bezeichnet man rechnerische Zusammenhänge zwischen Winkel und Seitenverhältnissen (ursprünglich in rechtwinkligen Dreiecken). Tabellen mit Verhältniswerten für bestimmte Winkel ermöglichen Berechnungen bei Vermessungsaufgaben, die Winkel und Seitenlängen in Dreiecken nutzen. Die trigonometrischen Funktionen sind außerdem die grundlegenden Funktionen zur Beschreibung periodischer Vorgänge in den Naturwissenschaften.

Die Animation zeigt die Beziehung zwischen dem Einheitskreis und der Sinus- sowie der Kosinusfunktion

Am Einheitskreis definierbare trigonometrische Funktionen

Die Funktionsgraphen aller trigonometrischen Funktionen

Die elementaren trigonometrischen Funktionen sind:
- die Sinusfunktion (abgekürzt: sin)
- die Kosinusfunktion (abgekürzt: cos)
- die Tangensfunktion (abgekürzt: tan oder tg)

sowie deren Kehrwerte:
- Kosekansfunktion (Kehrwert des Sinus: csc)
- Sekansfunktion (Kehrwert des Kosinus: sec)
- Kotangensfunktion (Kehrwert des Tangens: cot)

Zwischen diesen Funktionen bestehen enge Zusammenhänge. Genau genommen würde bereits eine der Funktionen ausreichen, um beliebige trigonometrische Probleme lösen zu können. Die Verwendung mehrerer verschiedener Funktionen ermöglicht jedoch eine Vereinfachung der Rechnungen und Formeln.
Die Kotangensfunktion wird in Tabellen mit Funktionswerten von trigonometrischen Funktionen gerne genutzt, da man cot(x) zusammen mit der Tangensfunktion tabellieren kann. Insofern ist die Bedeutung von cot(x) etwas größer als die von sec(x) und csc(x).
Es gibt weitere – heute eher unübliche – Funktionen, wie z. B. sinus versus (versin), cosinus versus (coversin), exsecant (exsec) und excosecant (excsc).

## Definition

### Trigonometrisch in der Elementargeometrie
Ursprünglich (und im überwiegenden Schulgebrauch) sind die Winkelfunktionen in der Euklidischen Geometrie als Seitenverhältnisse in rechtwinkligen Dreiecken und daher nur für Winkel von 0 bis 90 Grad definiert:
{\displaystyle {\begin{aligned}\sin \alpha &={\frac {{\text{Gegenkathete von }}\alpha }{\text{Hypotenuse}}}&={\frac {a}{c}}\\\\\cos \alpha &={\frac {{\text{Ankathete von }}\alpha }{\text{Hypotenuse}}}&={\frac {b}{c}}\\\\\tan \alpha &={\frac {{\text{Gegenkathete von }}\alpha }{{\text{Ankathete von }}\alpha }}&={\frac {a}{b}}\\\\\sin \beta &={\frac {{\text{Gegenkathete von }}\beta }{\text{Hypotenuse}}}&={\frac {b}{c}}\\\\\cos \beta &={\frac {{\text{Ankathete von }}\beta }{\text{Hypotenuse}}}&={\frac {a}{c}}\\\\\tan \beta &={\frac {{\text{Gegenkathete von }}\beta }{{\text{Ankathete von }}\beta }}&={\frac {b}{a}}\\\\\end{aligned}}}
Diese Definition ist unabhängig von der Wahl des rechtwinkligen Dreiecks, das zur Berechnung verwendet wird. In jedem rechtwinkligen Dreieck mit gleichem Winkel {\displaystyle \alpha } ergeben diese Verhältnisse den gleichen Wert. Dies lässt sich z. B. mit den Strahlensätzen beweisen.
Aus diesen Beziehungen folgt unmittelbar die Beziehung:
{\displaystyle \tan \alpha ={\frac {\sin \alpha }{\cos \alpha }}}
Die Ankathete des Winkels ist gleichzeitig die Gegenkathete des anderen spitzen Winkels {\displaystyle \beta } des rechtwinkligen Dreiecks; da die Winkelsumme im Dreieck 180° beträgt, und der rechte Winkel 90° zu dieser Summe beiträgt, ist dieser Winkel {\displaystyle \beta =90^{\circ }-\alpha } und daher
{\displaystyle \cos \alpha =\sin(90^{\circ }-\alpha )}

### Geometrisch am Einheitskreis
| {\displaystyle {\overline {CP}}=\sin b}                  | {\displaystyle {\overline {SP}}=\cos b}                  |
| {\displaystyle {\overline {DT}}=\tan b}                  | {\displaystyle {\overline {EK}}=\cot b}                  |
| {\displaystyle {\overline {OT}}=\operatorname {sec} \,b} | {\displaystyle {\overline {OK}}=\operatorname {csc} \,b} |

Die trigonometrischen Funktionen am Einheitskreis:

Die Winkelfunktionen können aber als Sekanten- und Tangentenabschnitte am Einheitskreis auch auf größere Winkel erweitert werden. Vom Schnittpunkt des einen Winkelschenkels mit dem Einheitskreis werden die Lote auf die beiden Koordinatenachsen gefällt und liefern Sinus und Kosinus des Winkels. Die Tangenten in den Punkten x = 1 bzw. y = 1 schneiden den Schenkel ebenfalls und liefern dann in der Projektion auf die Achsen den Tangens und den Kotangens. Dabei muss der Schenkel gegebenenfalls rückwärts verlängert werden, um einen Schnittpunkt zu erzielen. Auf diese Weise können jedem Winkel von 0 bis 360 Grad Werte der Winkelfunktionen zugeordnet werden, die nun freilich auch negativ werden können (siehe Abbildung). Die oben angegebenen Beziehungen gelten dabei weiterhin.

### In der Analysis
In der Höheren Mathematik (zB. in der Analysis) werden Sinus und Kosinus in der Regel vollständig für beliebige reelle oder komplexe Zahlen über Potenzreihen definiert, wobei der Winkel im Bogenmaß angegeben wird. Ein Geometriebezug ist dabei nicht notwendig. In der Komplexen Analysis (Funktionentheorie) wird zum Beispiel zuerst die Exponentialfunktion als Reihe {\displaystyle e^{z}=\sum \nolimits _{k=0}^{\infty }{\frac {z^{k}}{k!}}} definiert und dann Sinus und Kosinus über die gliedweise Differenz und Summe der Reihen als {\displaystyle \sin z={\frac {e^{iz}-e^{-iz}}{2i}}} und {\displaystyle \cos z={\frac {e^{iz}+e^{-iz}}{2}}}. Für reelle Argumente {\displaystyle x\in \mathbb {R} } erhält man die Eulersche Formel mit Zerlegung in Real- und Imaginärteil als {\displaystyle e^{ix}=\cos(x)+i\sin(x)}. Die komplexen Sinus- und Kosinusfunktionen sind in der gesamten komplexen Zahlenebene analytisch und somit ganze Funktionen. Die komplexen Tangens-, Kotangens, Sekans- und Kosekansfunktionen sind in der gesamten komplexen Zahlenebene meromorph. Alle sechs trigonometrischen Funktionen sind in der komplexen Zahlenebene einfach periodisch. 
Näheres siehe in den Artikeln Sinus und Kosinus, Tangens und Kotangens, Exponentialfunktion und Eulersche Formel.

## Beziehungen zwischen den Funktionen
Die Vorzeichen der trigonometrischen Funktionen in Abhängigkeit vom Quadranten gibt die folgende Tabelle an:
| Quadrant | sin und csc | cos und sec | tan und cot |
| -------- | ----------- | ----------- | ----------- |
| I        | +           | +           | +           |
| II       | +           | −           | −           |
| III      | −           | −           | +           |
| IV       | −           | +           | −           |

Der Betrag wird wie folgt umgerechnet:
|        | sin                                                             | cos                                                             | tan                                                             | cot                                                             | sec                                                             | csc                                                             |
| ------ | --------------------------------------------------------------- | --------------------------------------------------------------- | --------------------------------------------------------------- | --------------------------------------------------------------- | --------------------------------------------------------------- | --------------------------------------------------------------- |
| sin(x) | {\displaystyle \,\sin(x)}                                       | {\displaystyle \,\pm {\sqrt {1-\cos ^{2}(x)}}}                  | {\displaystyle \,\pm {\frac {\tan(x)}{\sqrt {1+\tan ^{2}(x)}}}} | {\displaystyle \,\pm {\frac {1}{\sqrt {\cot ^{2}(x)+1}}}}       | {\displaystyle \,\pm {\frac {\sqrt {\sec ^{2}(x)-1}}{\sec(x)}}} | {\displaystyle {\frac {1}{\csc(x)}}}                            |
| cos(x) | {\displaystyle \,\pm {\sqrt {1-\sin ^{2}(x)}}}                  | {\displaystyle \,\cos(x)}                                       | {\displaystyle \,\pm {\frac {1}{\sqrt {1+\tan ^{2}(x)}}}}       | {\displaystyle \,\pm {\frac {\cot(x)}{\sqrt {\cot ^{2}(x)+1}}}} | {\displaystyle \,{\frac {1}{\sec(x)}}}                          | {\displaystyle \,\pm {\frac {\sqrt {\csc ^{2}(x)-1}}{\csc(x)}}} |
| tan(x) | {\displaystyle \,\pm {\frac {\sin(x)}{\sqrt {1-\sin ^{2}(x)}}}} | {\displaystyle \,\pm {\frac {\sqrt {1-\cos ^{2}(x)}}{\cos(x)}}} | {\displaystyle \,\tan(x)}                                       | {\displaystyle \,{\frac {1}{\cot(x)}}}                          | {\displaystyle \,\pm {\sqrt {\sec ^{2}(x)-1}}}                  | {\displaystyle \,\pm {\frac {1}{\sqrt {\csc ^{2}(x)-1}}}}       |
| cot(x) | {\displaystyle \,\pm {\frac {\sqrt {1-\sin ^{2}(x)}}{\sin(x)}}} | {\displaystyle \,\pm {\frac {\cos(x)}{\sqrt {1-\cos ^{2}(x)}}}} | {\displaystyle \,{\frac {1}{\tan(x)}}}                          | {\displaystyle \,\cot(x)}                                       | {\displaystyle \,\pm {\frac {1}{\sqrt {\sec ^{2}(x)-1}}}}       | {\displaystyle \,\pm {\sqrt {\csc ^{2}(x)-1}}}                  |
| sec(x) | {\displaystyle \,\pm {\frac {1}{\sqrt {1-\sin ^{2}(x)}}}}       | {\displaystyle \,{\frac {1}{\cos(x)}}}                          | {\displaystyle \,\pm {\sqrt {1+\tan ^{2}(x)}}}                  | {\displaystyle \,\pm {\frac {\sqrt {\cot ^{2}(x)+1}}{\cot(x)}}} | {\displaystyle \,\sec(x)}                                       | {\displaystyle \,\pm {\frac {\csc(x)}{\sqrt {\csc ^{2}(x)-1}}}} |
| csc(x) | {\displaystyle \,{\frac {1}{\sin(x)}}}                          | {\displaystyle \,\pm {\frac {1}{\sqrt {1-\cos ^{2}(x)}}}}       | {\displaystyle \,\pm {\frac {\sqrt {1+\tan ^{2}(x)}}{\tan(x)}}} | {\displaystyle \,\pm {\sqrt {\cot ^{2}(x)+1}}}                  | {\displaystyle \,\pm {\frac {\sec(x)}{\sqrt {\sec ^{2}(x)-1}}}} | {\displaystyle \,\csc(x)}                                       |

Wenn das {\displaystyle \,\pm } verwendet wird, ist zu beachten, dass

- {\displaystyle \,\sin(x)\geq \ 0} für {\displaystyle \,0^{\circ }\leq x\leq 180^{\circ }} oder {\displaystyle \,0\leq x\leq \pi }
- {\displaystyle \,\sin(x)\leq \ 0} für {\displaystyle \,180^{\circ }\leq x\leq 360^{\circ }} oder {\displaystyle \,\pi \leq x\leq 2\pi }

- {\displaystyle \,\cos(x)\geq \ 0} für{\displaystyle \,0^{\circ }\leq x\leq 90^{\circ },270^{\circ }\leq x\leq 360^{\circ }} oder {\displaystyle \,0\leq x\leq {\tfrac {\pi }{2}},{\tfrac {3\pi }{2}}\leq x\leq 2\pi }
- {\displaystyle \,\cos(x)\leq \ 0} für{\displaystyle \,90^{\circ }\leq x\leq 270^{\circ }} oder {\displaystyle \,{\tfrac {\pi }{2}}\leq x\leq {\tfrac {3\pi }{2}}}

- {\displaystyle \,\tan(x)\geq \ 0} für{\displaystyle \,0^{\circ }\leq x<90^{\circ },180^{\circ }\leq x<270^{\circ }} oder {\displaystyle \,0\leq x<{\tfrac {\pi }{2}},\pi \leq x<{\tfrac {3\pi }{2}}}
- {\displaystyle \,\tan(x)\leq \ 0} für{\displaystyle \,90^{\circ }<x\leq 180^{\circ },270^{\circ }<x\leq 360^{\circ }} oder {\displaystyle \,{\tfrac {\pi }{2}}<x\leq \pi ,{\tfrac {3\pi }{2}}<x\leq 2\pi }

- {\displaystyle \,\cot(x)\geq \ 0} für{\displaystyle \,0^{\circ }<x\leq 90^{\circ },180^{\circ }<x\leq 270^{\circ }} oder {\displaystyle \,0<x\leq {\tfrac {\pi }{2}},\pi <x\leq {\tfrac {3\pi }{2}}}
- {\displaystyle \,\cot(x)\leq \ 0} für{\displaystyle \,90^{\circ }\leq x<180^{\circ },270^{\circ }\leq x<360^{\circ }} oder {\displaystyle \,{\tfrac {\pi }{2}}\leq x<\pi ,{\tfrac {3\pi }{2}}\leq x<2\pi }

- {\displaystyle \,\sec(x)\geq \ 0} für{\displaystyle \,0^{\circ }<x<90^{\circ },270^{\circ }<x<360^{\circ }} oder {\displaystyle \,0<x<{\tfrac {\pi }{2}},{\tfrac {3\pi }{2}}<x<2\pi }
- {\displaystyle \,\sec(x)\leq \ 0} für{\displaystyle \,90^{\circ }<x<270^{\circ }} oder {\displaystyle \,{\tfrac {\pi }{2}}<x<{\tfrac {3\pi }{2}}}

- {\displaystyle \,\csc(x)\geq \ 0} für{\displaystyle \,0^{\circ }<x<180^{\circ }} oder {\displaystyle \,0<x<\pi }
- {\displaystyle \,\csc(x)\leq \ 0} für{\displaystyle \,180^{\circ }<x<360^{\circ }} oder {\displaystyle \,\pi <x<2\pi }

## Ungleichungen zwischen den Funktionen

Grafische Veranschaulichung der Ungleichung von Aristarchos

In den nachfolgenden Ungleichungen, die auf den griechischen Astronomen und Mathematiker Aristarchos von Samos zurückgehen, werden Verhältnisse zwischen den Argumenten und den Funktionswerten trigonometrischer Funktionen miteinander verglichen. Sie lautet:
{\displaystyle 0<x_{1}<x_{2}<{\frac {\pi }{2}}\Rightarrow {\frac {\sin(x_{2})}{\sin(x_{1})}}<{\frac {x_{2}}{x_{1}}}<{\frac {\tan(x_{2})}{\tan(x_{1})}}}
Aus der abgebildeten Figur resultieren der Beweisansätze
{\displaystyle \sin(x_{2})<{\frac {\sin(x_{1})}{x_{1}}}\cdot x_{2}}
und
{\displaystyle {\frac {\tan(x_{1})}{x_{1}}}\cdot x_{2}<\tan(x_{2})}.
Dividiert man die erste dieser beiden letzten Ungleichungen durch {\displaystyle \sin(x_{1})} und die zweite durch {\displaystyle \tan(x_{1})}, so erhält man durch Zusammenführung der so umgeformten Ungleichungen
{\displaystyle {\frac {\sin(x_{2})}{\sin(x_{1})}}<{\frac {x_{2}}{x_{1}}}<{\frac {\tan(x_{2})}{\tan(x_{1})}}},
was zu beweisen war.

## Anwendung
Unter anderem werden die trigonometrischen Funktionen im Vermessungswesen genutzt.
Formeln zur Berechnung von Größen am Dreieck → Dreiecksgeometrie.
Weiterhin sind sie in der Analysis und bei vielen Anwendungen der Physik und der Technik wichtig. Es besteht eine enge Beziehung zur Exponentialfunktion, die besonders bei Funktionen komplexer Zahlen und in der Taylorreihe der Funktionen sichtbar wird.

## Umkehrung
In manchen Situationen werden die trigonometrischen Winkelfunktionen benötigt, um aus Seitenverhältnissen Winkel zu berechnen. Dazu werden die Arkusfunktionen oder inverse Winkelfunktionen arcsin, arccos, arctan und arccot – die Umkehrfunktionen zu den trigonometrischen Funktionen – verwendet. Auf Taschenrechnern sind sie häufig mit sin−1 usw. bezeichnet. Das stimmt mit der Schreibweise {\displaystyle f^{-1}} für die Umkehrfunktion von f überein (auch wenn die Arkusfunktionen das genau genommen nicht sind), kollidiert allerdings mit der ebenso üblichen Konvention, {\displaystyle \sin ^{k}(x)} für {\displaystyle (\sin(x))^{k}} zu schreiben.
Die Arkusfunktionen werden verwendet, um zu einem Seitenverhältnis den Winkel zu berechnen. Wegen der Symmetrie der trigonometrischen Funktionen ist von Fall zu Fall zu klären, in welchem Quadrant der gesuchte Winkel liegt.